# Noelle (Film)
Noelle ist ein US-amerikanischer Weihnachtsfilm von Marc Lawrence aus dem Jahr 2019. Der für The Walt Disney Company produzierte Film behandelt die Tochter des Weihnachtsmannes.

## Handlung
Noelle Kringle lebt am Nordpol und ist die Tochter von Santa Claus. Sie verehrt ihren Vater und hat viele seiner guten Eigenschaften geerbt. Doch ihr Vater starb fünf Monate vor dem aktuellen Weihnachtsfest und so soll sein Sohn Nick Kringle die Nachfolge antreten. Der ältere Bruder von Noelle ist jedoch gänzlich untalentiert. Weder kann er den Schlitten fliegen, noch durch die Schornsteine klettern. Er kann nicht einmal erkennen, welche Kinder brav und welche unartig waren. Noelle unterstützt ihn beim Training. Als wieder einmal alles schiefgeht, gibt sie ihm den Tipp, das Wochenende frei zu nehmen, um den Kopf frei zu kriegen. Doch auch nach dem Wochenende bleibt Nick verschwunden.
Die Elfen geben Noelle die Schuld am Verschwinden und setzen in einer Notsitzung den Techniker und Cousin Gabriel Kringle als nächsten männlichen Nachfolger von Santa Claus als neuen Weihnachtsmann ein. Doch bereits bei der Ernennung kommt er mit verqueren Ideen um die Ecke. So macht sich Noelle auf die Suche nach ihrem Bruder, um das Weihnachtsfest zu retten.
Ihr Bruder versteckt sich in Phoenix, Arizona und hat eine neue Berufung als Yoga-Trainer gefunden. Noelle reist ihm nach und freundet sich mit dem Privatdetektiv Jake an, der ihr hilft, Nick aufzuspüren. Jake selbst hat einen kleinen Sohn namens Alex, der sich zu Weihnachten nichts mehr wünscht, als den Tag mit seinen Eltern zu verbringen. Doch Jake lebt von seiner Exfrau getrennt. Noelle verspricht Alex, dass sich sein Wunsch erfüllt. Jake dagegen will seine neu gewonnene Freiheit nicht aufgeben. Doch am Nordpol spitzt sich die Lage zu. Gabriel hat einen Algorithmus entwickelt, der nur noch 2837 Kinder als „artig“ definiert.
Es gelingt Noelle Nick zu überzeugen, an den Nordpol zurückzukehren. Vorher trainieren sie in der Mall. Doch Nick ist absolut untalentiert, während Noelle die Wünsche der Kinder erkennt und unterschiedliche Sprachen spricht (darunter Gebärdensprache). Als Jake herausfindet, das Noelle mit Alex über dessen Weihnachtswunsch gesprochen hat, ist er sauer. Noelle enthüllt, das sie die Tochter des Weihnachtsmannes sei und landet in einer psychiatrischen Einrichtung. Polly, eine erfahrene Elfin vom Nordpol, eilt zur Rettung herbei und kann Jake überzeugen. Sie befreien Noelle aus der Klinik.
Am Nordpol wird nun Noelle zum neuen Weihnachtsmann ernannt. Sie erledigt ihre neuen Pflichten mit Bravour und schenkt am Ende auch Alex und Jake ein gemeinsames Weihnachtsessen. Noelle kehrt nach getaner Arbeit an den Nordpol zurück und bereitet sich als 24. Weihnachtsmann (und erste Frau in dieser Rolle) auf die nächste Saison vor. Nick eröffnet ein Yogastudio und Gabriel kehrt zu seinem alten Job zurück.

## Hintergrund
Der Film wurde am 11. Januar 2017 von Walt Disney Pictures angekündigt. Die Regie übernahm Martin Lawrence, der auch das Drehbuch schrieb. Suzanne Todd zeichnete als Produzentin verantwortlich und Anna Kendrick übernahm die Titelrolle. Der Rest des Casts wurde bis November 2017 bekannt gegeben.
Im Oktober 2017 begannen die ersten Aufnahmen in Vancouver, British Columbia. Im Januar 2018 wurden sie im Whistler Olympic Park fortgesetzt. Die St. James Anglican Church in Vancouver diente als Kulisse für den Nordpol. Weitere Aufnahmen fanden in Woodstock (Georgia) statt.

## Veröffentlichung
Zunächst wurde Noelle als Kinoveröffentlichung angekündigt. Nachdem die Walt Disney Company sich jedoch entschied, einen Streamservice namens Disney+ zu gründen, wurde Noelle für eine Veröffentlichung dort vorgesehen. Er erschien dort am 12. November 2019, vier Tage nach seinem ursprünglich angekündigten Kinostart.

## Rezeption
Auf Rotten Tomatoes erreichte der Film einen Tomatometer von 56 % auf der Basis von 41 Reviews. Der Popcornmeter erreichte 58 %.
Das Lexikon des internationalen Films vergab 2 Sterne. In seiner Kritik schrieb es: „Eine mit farbenfroher Ausstattung und beherzten Hauptdarstellern aufwartende, kindgerechte Weihnachtskomödie, die ihr satirisches Potenzial aber zu wenig nutzt. Durch den Mangel an guten Einfällen bleibt auch die Korrektur traditionalistischer Geschlechterbilder eher an der Oberfläche.“ Karin Jirsak bewertete den Film auf Filmstarts mit 2,5 von 5 Sternen. Ihr Fazit: „Achtung, Kitschlawine! Wer kein Grinch ist, kann vor allem dank der launigen Performance von Anna Kendrick als weltfremdes Nordpol-Girl aber dennoch seinen weihnachtlichen Streaming-Spaß haben.“ Auf Film-rezensionen.de bezeichnete Oliver Armknecht den Film ebenfalls als durchschnittlich. Der Film sei „eine grundsätzlich sympathische Fantasykomödie, die festgefahrene Geschlechterbilder familientauglich hinterfragt. Das macht anfangs Spaß, wird aber trotz guter Besetzung mit der Zeit immer langweiliger.“